# Johann August von Solms-Rödelheim

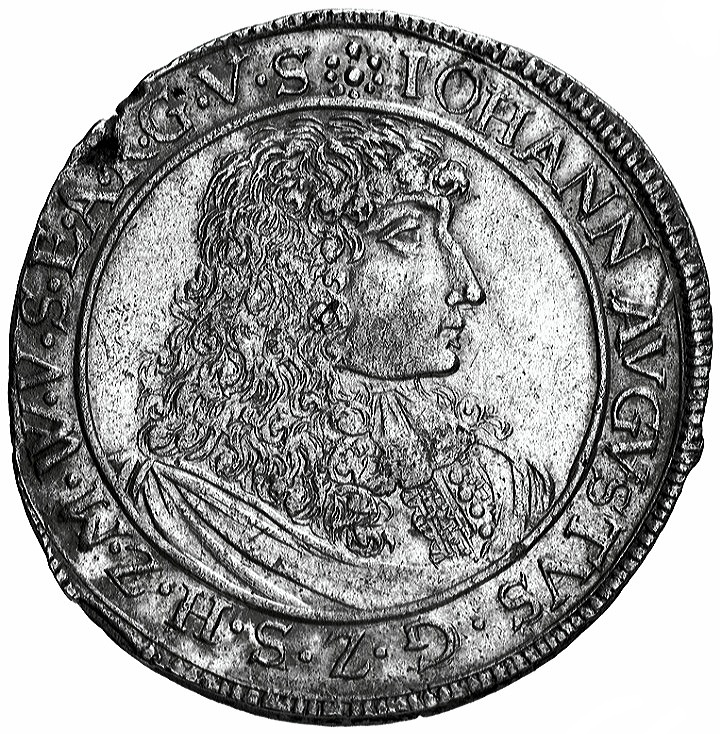
Porträt des Johann August zu Solms-Rödelheim auf Gulden, 1676

Graf Johann August von Solms-Rödelheim und Assenheim (* 7. Juni 1623 in Baruth; † 23. November 1680 in Rödelheim) war Regent zu Rödelheim und Assenheim. 
Die während seiner Regierungszeit geprägten Münzen weisen die große Titulatur aus: Johann Augustus, Graf zu Solms, Herr zu Münzenberg, Wildenfels und Sonnewalde etc., Ältester Regierender Graf von Solms. Dies wird auch auf dem darauf dargestellten Wappen gespiegelt, das den Solmser Löwen, das Münzenberger geteilte Feld, den Sonnewalder Löwen und die Wildenfelser Rose beinhaltet.

## Leben

### Herkunft und Familie
Johann August begründete die jüngere Linie der Grafen zu Solms-Rödelheim. Seine Eltern waren Johann Georg II. zu Solms-Laubach (1591–1632) und Anna Maria, geborene von Erbach-Fürstenau (1603–1663). Er vermählte sich 1654 mit Eleonora Barbara Marie Kratz von Scharfenstein (1629–1680), Tochter des schwedischen Feldmarschalls Johann Philipp Cratz von Scharffenstein (1590–1635). Dadurch fiel mit Absterben des Mannesstammes der Cratz von Scharfenstein die Herrschaft Kratz von Scharfenstein an Johann Augusts Nachkommen. Die Gräfin Eleonora soll nach ihrer Entbindung von Zwillingen „bißweilen nicht recht bey Sinnen“ und zunehmend dem Schwachsinn verfallen gewesen sein, ein junges Hoffräulein, die spätere Schriftstellerin Johanna Eleonora Petersen, misshandelt, mit dem Tode bedroht und versucht haben, ihren eigenen Ehemann mit einem Messer zu töten. Daher setzte Johann August von Solms-Rödelheim für den Fall seines Todes für seine noch unmündigen Kinder den Grafen Christoph Ludwig I. von Stolberg zu Ortenberg (1634–1704) und seinen eigenen Bruder, Johann Friedrich zu Solms-Wildenfels (1625–1696), zu Vormündern ein. Eleonora hatte 1670 als Erbin ihrer Mutter, Gräfin Anna Elisabeth Kratz von Scharfenstein, geb. Colonna von Fels, die Herrschaft Riesenberg und Kauth dem Freiherrn Georg Wenzel Czernin von und zu Chudenitz überlassen und starb schließlich am 26. Februar 1680, rund neun Monate vor ihrem Ehemann Johann August.

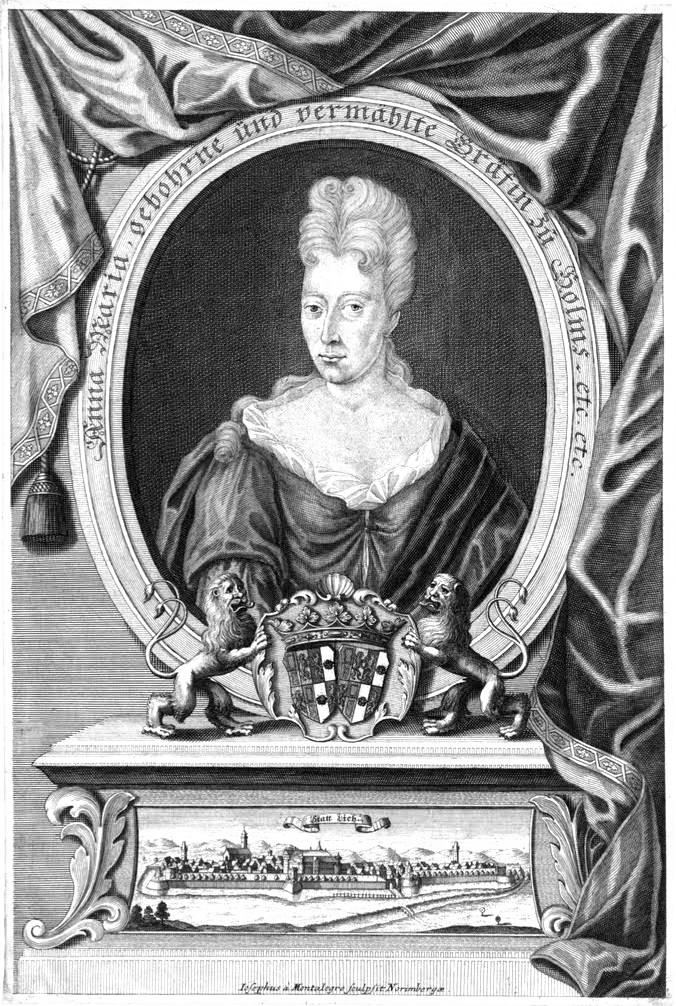
Tochter Anna Maria zu Solms-Lich, geb. Gräfin Solms-Rödelheim

Von den zwölf Kindern setzten die Söhne Ludwig (1664–1716) und Ludwig Heinrich (1667–1728) den Stamm fort. Eine Tochter, Anna Maria (1660–1713) heiratete Hermann zu Solms-Lich (1646–1718).

### Werdegang

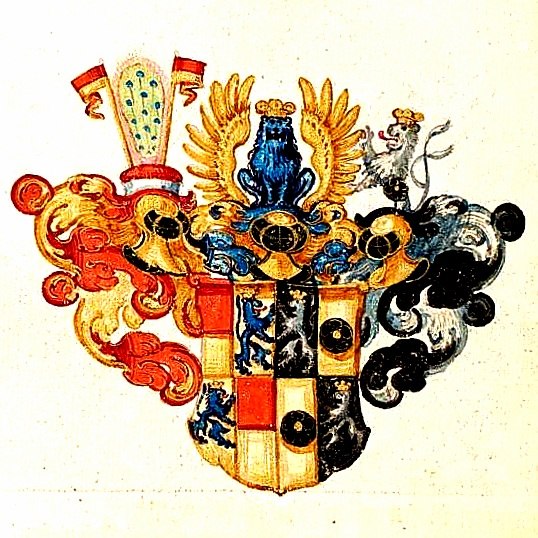
Gräfliches Wappen Solms-Rödelheim und Assenheim

Nach dem Tod seines Vaters 1632 regierte er, zunächst unter Vormundschaft, gemeinsam mit seinen Brüdern Johann Friedrich (1625–1696), Friedrich Sigismund (1627–1696) und Johann Georg III. (1630–1690) ihre Grafschaft weiter.
Solms studierte 1635 an der Leucorea in Wittenberg. 1642 wurde er („Der Liebreiche“) in die Fruchtbringende Gesellschaft aufgenommen. Er beerbte seinen Onkel Friedrich zu Solms-Rödelheim und führte ab 1653 die Grafschaft Solms-Rödelheim weiter, die er nach der Aufteilung des Erbes seines Vaters und seines Onkels unter den Gebrüdern im Jahr 1665 allein übernahm. Als Residenz diente ihm das Schloss zu Rödelheim. Durch Vertrag mit seinem Vetter Georg Friedrich zu Solms-Sonnenwalde (1626–1688), dem Sohne von Heinrich Wilhelm von Solms-Laubach, brachte er 1653 die restlichen 5/6 der Herrschaft Rödelheim an sich. Gegen seinen Bruder Johann Friedrich zu Solms-Wildenfels (1625–1696), der seit 1676 zu Laubach regierte, bestritt er einen über seinen eigenen Tod hinaus andauernden Prozess wegen Vorenthaltung eines Anteils an der Erbschaft Laubach. Am 12. November 1674 hatte Graf Johann zu Nassau-Idstein Johann August und den Grafen zu Leiningen-Dagsburg, seinen Schwager, zu Vormündern seines Sohnes und Erben Georg August zu Nassau-Idstein bestimmt, für den Fall, dass er vor der Volljährigkeit Georg Augusts sterben sollte. Der Fall trat im Frühjahr 1677 ein und Johann August bekleidete das Amt des Vormunds des jugendlichen Grafen Georg August zu Nassau-Idstein bis zu seinem eigenen Tod im Jahr 1680.